# Grodzisko Dolne (stacja kolejowa)
Grodzisko Dolne – stacja kolejowa we wsi Chałupki Dębniańskie, w gminie Leżajsk, w województwie podkarpackim, w Polsce. Stacja nazwę swoją zawdzięcza bliskością siedziby sąsiedniej gminy Grodzisko Dolne.

## Ruch pasażerski
| Rok  | Wymiana pasażerska na dobę |
| ---- | -------------------------- |
| 2017 | 50-99                      |
| 2022 | 20-49                      |